# Gare de Sainte-Foy-de-Peyrolières
La gare de Sainte-Foy-de-Peyrolières était une gare ferroviaire française de la ligne de Toulouse à Boulogne-sur-Gesse sur la branche vers Sainte-Foy-de-Peyrolières, située sur le territoire de la commune du même nom, dans le département de la Haute-Garonne, en région Occitanie.
C'était une gare, mise en service en 1900 par la compagnie des chemins de fer du Sud-Ouest et définitivement fermée au trafic des voyageurs en 1949. Situé sur une section déclassée et déferrée, le bâtiment est toujours présent et réaffecté pour une utilisation privée.

## Situation ferroviaire
Établie à 226 mètres d'altitude, la gare était située au point kilométrique (PK) 27,0 de la ligne de Toulouse à Boulogne-sur-Gesse, dont elle constituait le terminus de l'embranchement de Bontemps à Sainte-Foy-de-Peyrolières.

## Histoire
La gare de Sainte-Foy-de-Peyrolières est mise en service le 16 octobre 1900 par la compagnie des chemins de fer du Sud-Ouest, lorsqu'elle ouvre à l'exploitation l'embranchement de Bontemps à Sainte-Foy-de-Peyrolières.
La gare est ouverte au trafic des marchandises le 11 février 1901.

La gare ferme en même temps que la ligne, le 31 décembre 1949.

## Service des voyageurs
Gare fermée située sur une section de ligne déclassée.

## Patrimoine ferroviaire
L'ancien bâtiment voyageurs est devenu une habitation privée.

## Galerie

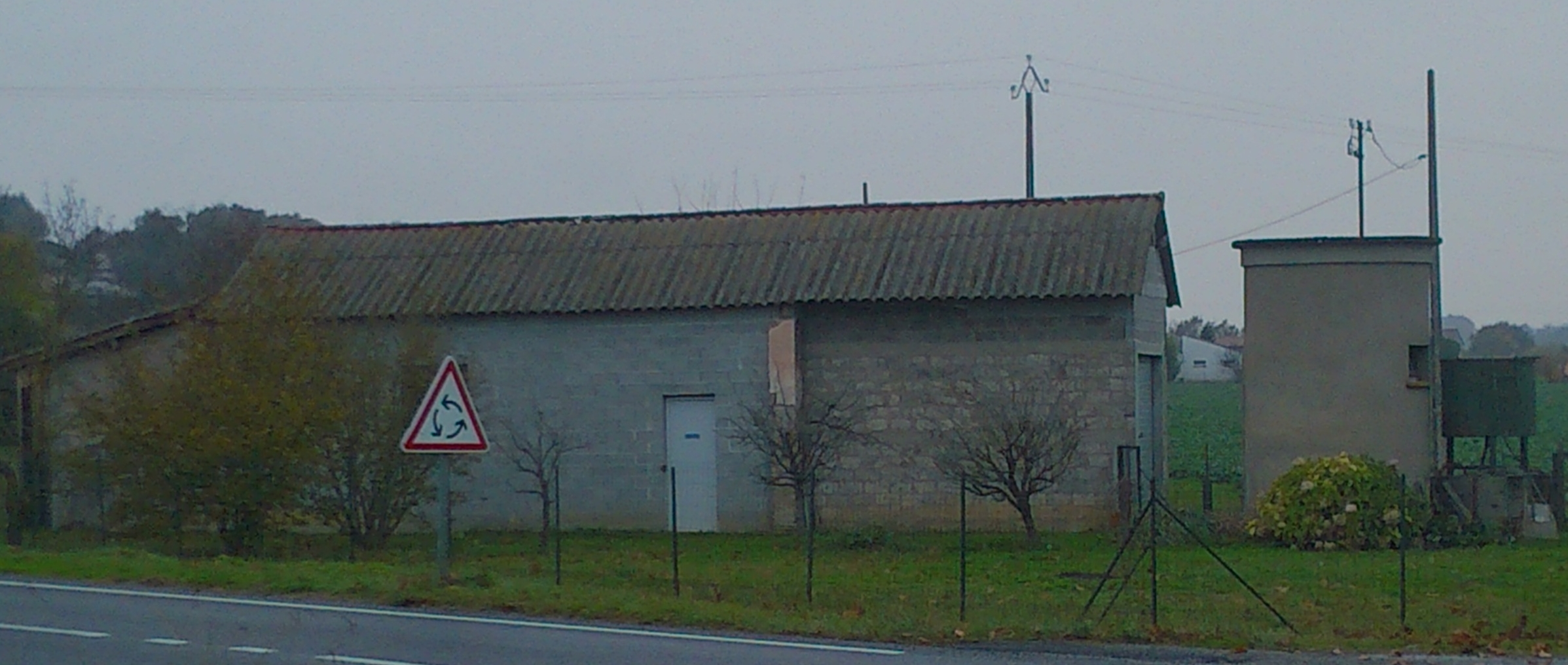
L'ancienne remise, modifiée.
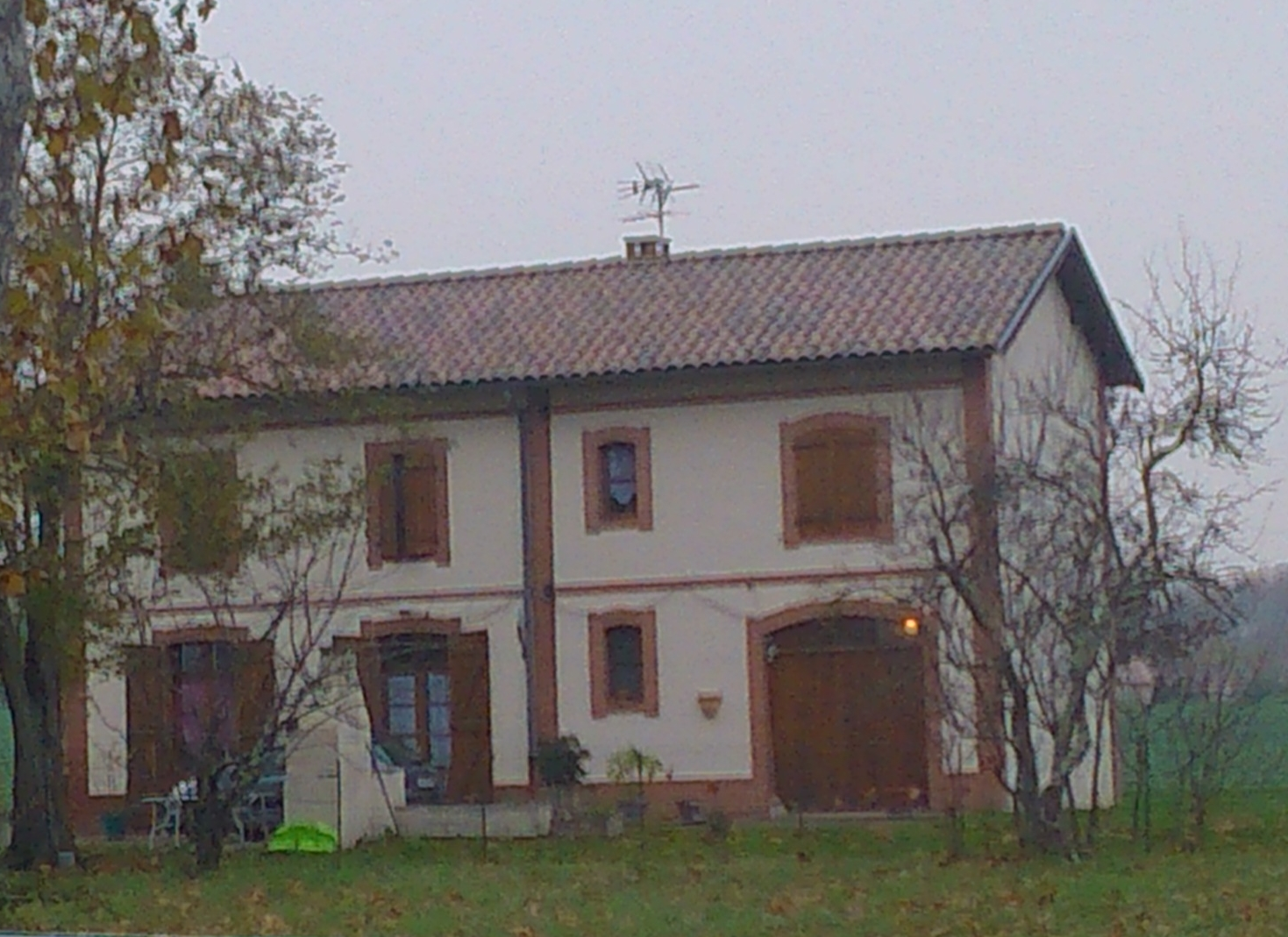
Le BV vu de face.
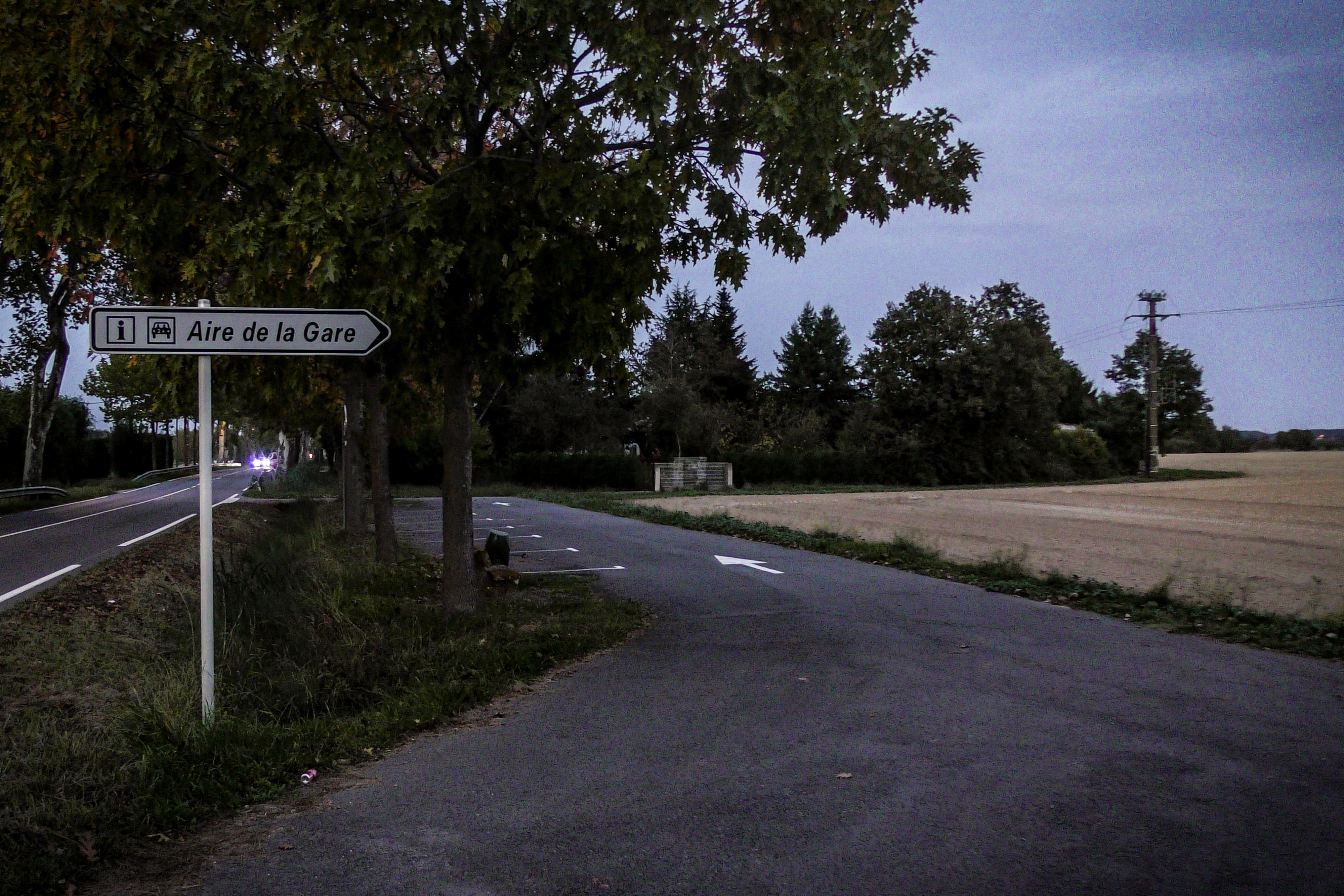
Aire de repos et de covoiturage sur la D632 située face à l'ancienne gare, nommée en référence à cette dernière.